# Paul Sawyier
|                      |  |                                       |
| Sawyier aan het werk |  | Sawyier en zijn geliefde "Mayme" Bull |

 Paul Sawyier (Madison County (Ohio), 23 maart 1865 - Fleischmanns (Delaware County), 5 november 1917) was een Amerikaans kunstschilder. Hij wordt gerekend tot het Amerikaans impressionisme.

## Leven en werk
Sawyier werd geboren op de boerderij van zijn grootvader en groeide vanaf zijn vijfde op in Frankfort, Kentucky. Na highschool bezocht hij de kunstacademie te Cincinnati. In 1889 vervolgde hij zijn studies aan de Art Students League of New York, onder William Merritt Chase, die hem zeer beïnvloedde.
Sawyier werkte in een impressionistische stijl, vaak ook in waterverf. Hij schilderde dikwijls landschappen te Frankfort (vaak in de buurt van de rivier Kentucky, waar hij vaak ging vissen) en later stadsgezichten in New York, meestal en plein air. In 1893 exposeerde hij diverse van zijn werken op de World's Columbian Exposition te Chicago.
Van 1913 tot aan zijn dood woonde en werkte Sawyier samen met zijn levenslange geliefde Mary 'Mayme' Bull in een verbouwde kapel op "Highpoint", het landgoed van zijn beschermvrouwe Marshall Emory te Catskill (New York). Hij overleed in 1917 aan een hartaanval, op 52-jarige leeftijd.

## Galerij

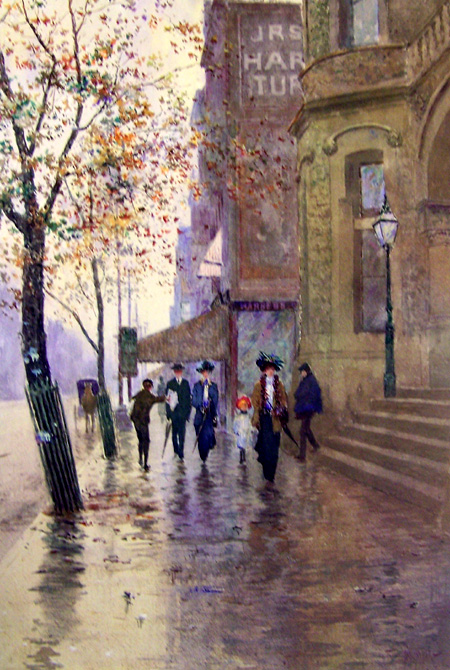
Een regenachtige dag in Lexington
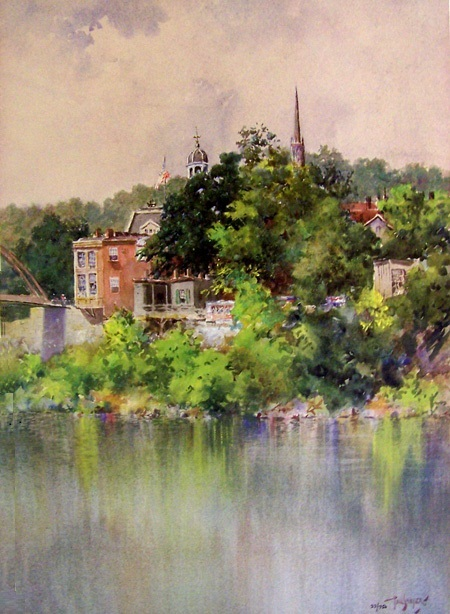
De zingende brug, Frankfort
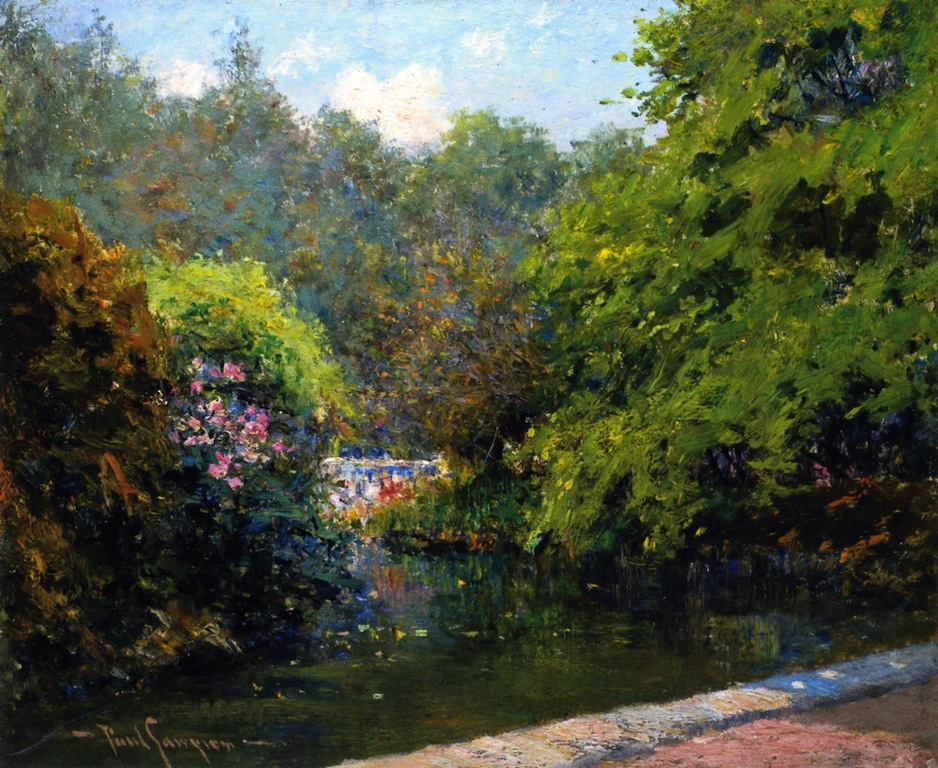
Prospect Park
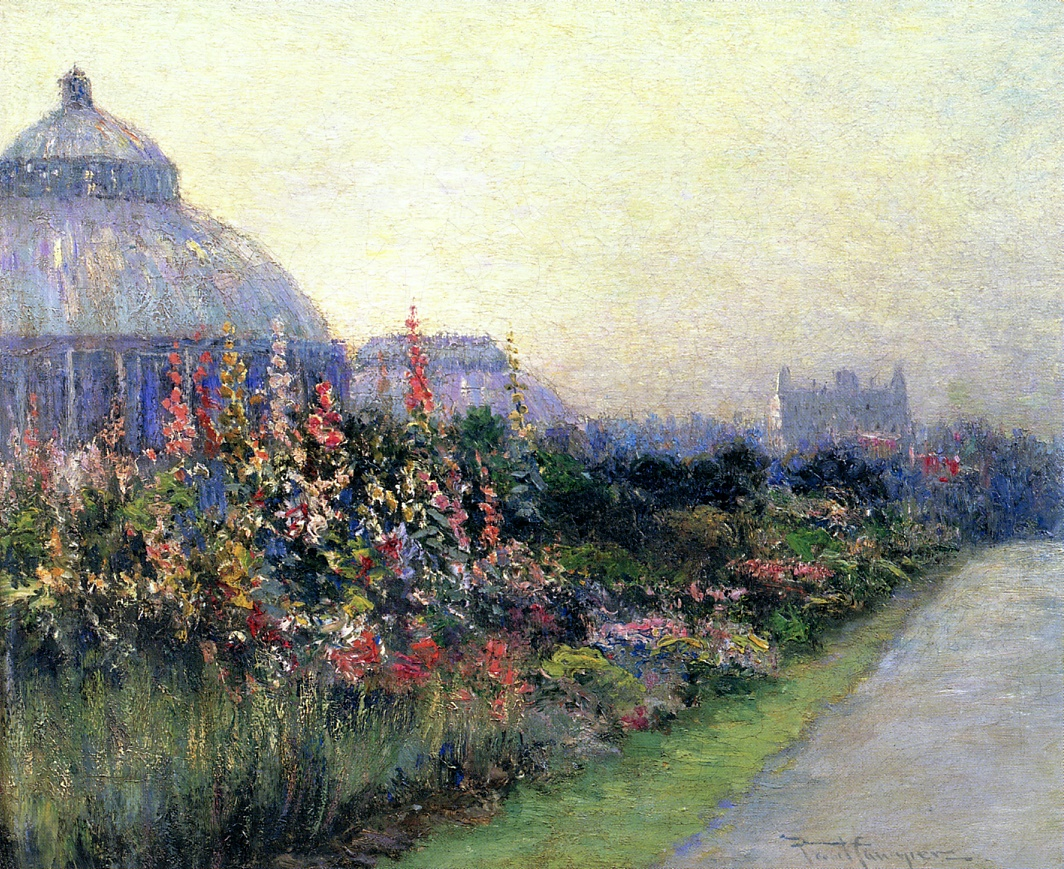
Botanische tuinen te Brooklyn
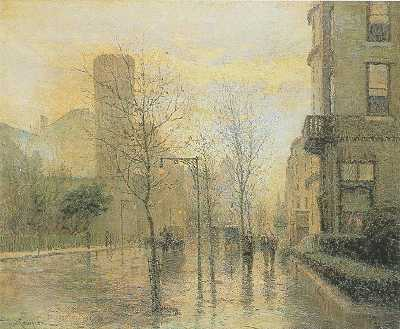
Stadsgezicht
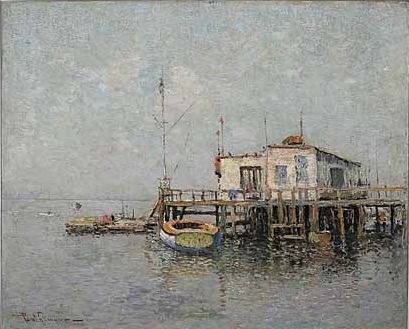
Fishing Club, Jamaica Bay
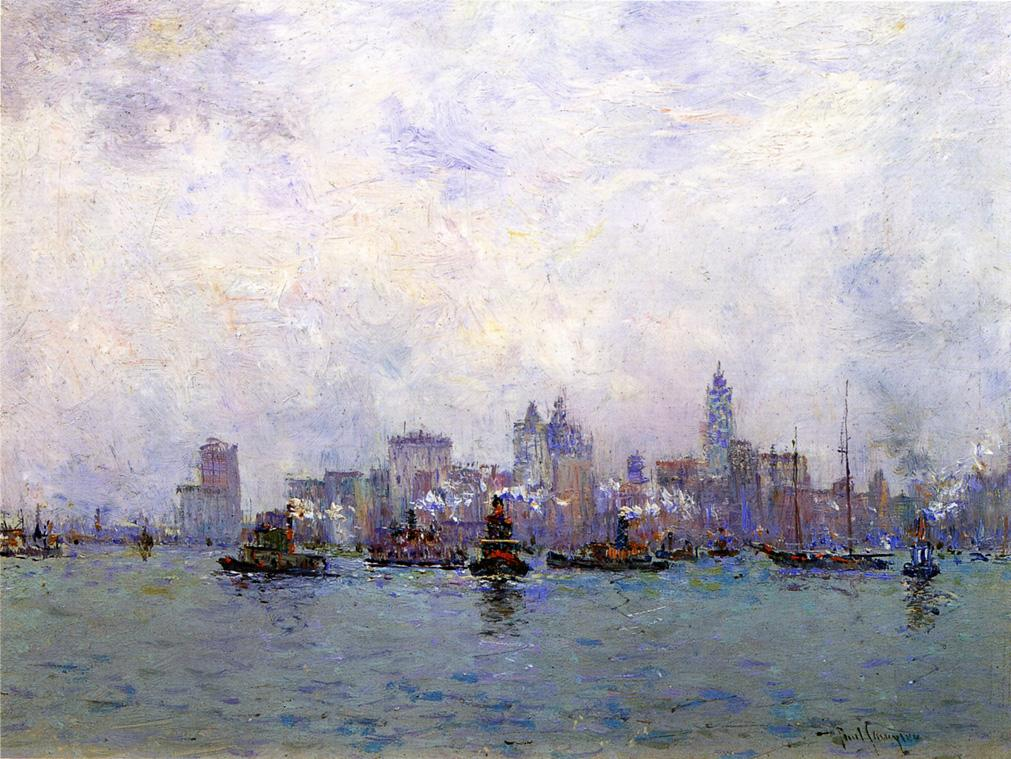
Lower New York
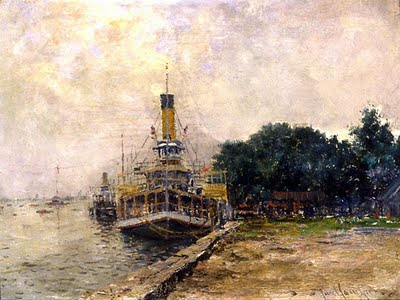
Jamaica Bay
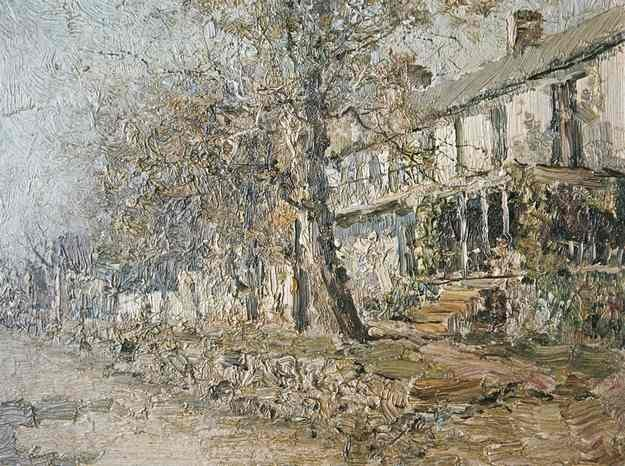
Wilsons store te Keene
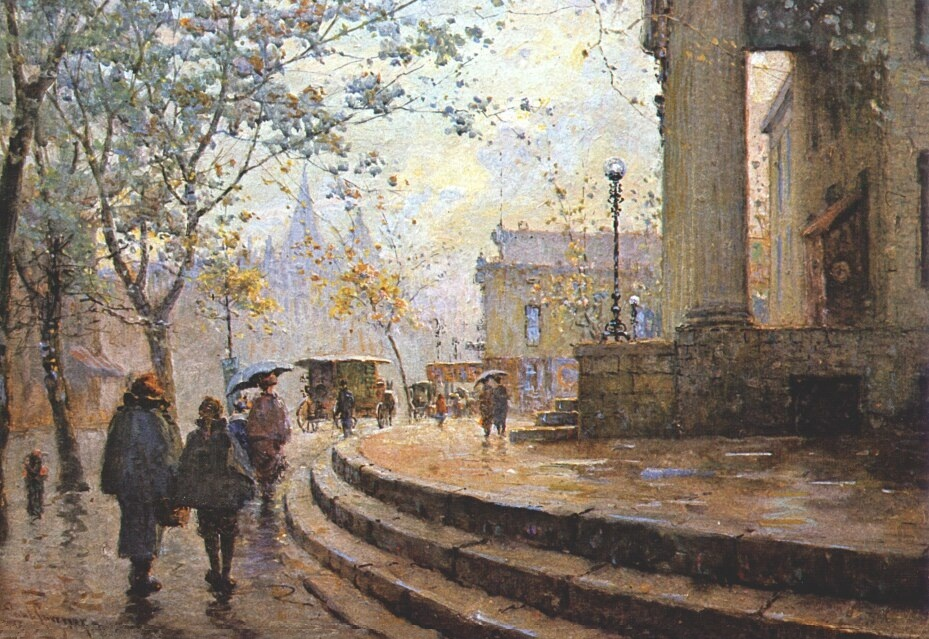
Old Capital Hotel